# صخر بازلتي
الصخر البازلتي هو مصطلح يستخدم في صناعة المحاجر لوصف أي صخر صلب داكن اللون. ومن أمثلته الصخر الناري البازلتي وصخور دولريت بالإضافة إلى الصخر الرسوبي الصوان.

## الوصف
توجد منكشفات صخرية هائلة ومن أمثلتها مرتفعات بنتلاند ووين سيل. 
ويشتق اسم «البازلت» بالإنجليزية (whin) من الصوت الصادر عن تلك الصخور عند ضربها بالمطرقة. وتستخدم تلك الصخور في رصف الطرق والجدران الصخرية الجافة، لكن الأشكال الطبيعية الزاوية لتلك الصخور لا تتناسب مع بعضها البعض جيدًا، ولا يسهل استخدامها في البناء، كما أن صلابتها تجعلها مادة يصعب التعامل معها. ويشيع استخدام تلك الصخور في إضافة طبقات للأفنية والطرق مستخدمين الحالة الحبيبية أو المنتج الثانوي الذي يطلق عليه اسم الغبار البازلتي.